# Union nationale sinarchiste
L'Union Nationale Sinarchiste (espagnol: Unión Nacional Sinarquista) est une organisation politique fascisante mexicaine. C’était historiquement un mouvement de l’extrême droite catholique, apparentant à certains égards au fascisme clérical et au phalangisme, s'opposant implacablement à la politique de la gauche et de la laïcité du Parti révolutionnaire institutionnel (PRI) et de ses prédécesseurs qui ont gouverné le Mexique de 1929 à 2000 puis de 2012 à 2018.

## Formation
L'UNS a été fondée en mai 1937, sous l'administration de gauche du président Lázaro Cárdenas (1934-1940), par un groupe de militants politiques catholiques dirigés par José Antonio Urquiza, assassiné en avril 1938. C'était un réveil de la réaction catholique qui a conduit la guerre des Cristeros (qui s'est terminée en 1929), et son noyau était centré sur la bourgeoisie rurale Bajío et la petite bourgeoisie professionnelle, où le catholicisme était très fort. Le groupe a publié le Manifeste sinarchiste, qui s'oppose à la politique du gouvernement du président Lázaro Cárdenas. « Il est absolument nécessaire qu'une organisation composée de vrais patriotes existe », a déclaré le Manifeste, « une organisation qui œuvre pour la restauration des droits fondamentaux de chaque citoyen et le salut de la Patrie. À l'inverse des utopistes qui rêvent d'un société sans gouverneurs ni lois, le Sinarchisme soutient une société régie par une autorité légitime, émanant de la libre activité démocratique du peuple, qui garantit véritablement l’ordre social dans lequel tous trouveront un véritable bonheur. » La date de formation du groupe, le 23 mai, a été célébrée chaque année à León, Guanajuato par les membres. L'UNS était dirigé par Salvador Abascal, un intrépide, de 1940 à 1941, lorsqu'il s'est retiré afin de mettre en place une commune sinarchiste en Basse-Californie, avec Manuel Torres Bueno, plus modéré, en tête. La Le groupe adorait les cascades publicitaires de grande envergure, telles que les "prises de contrôle" lancées à Guadalajara, Jalisco et Morelia en 1941. Ces affaires temporaires ne représentaient rien de plus que des gestes symboliques, mais contribuaient néanmoins à démontrer le soutien dont jouissait l'UNS parmi la paysannerie des états occidentaux. L’engagement synarchiste dans les groupes de protestation régionaux et les partis politiques était à la fois une réalité et une accusation régulièrement utilisée visant à discréditer l’opposition. L'Union civique de León, l'un de ces partis locaux actifs au milieu des années 1940, était dominée par un groupe de sinarchistes aux postes de direction. En revanche, Austreberto Aragon Maldonado, dont la Liga de la Résistance des utilisateurs de l'Oaxaca - un groupe favorable à l'amélioration de l'approvisionnement en eau à Oaxaca - jouissait d'un soutien généralisé dans la région, a été régulièrement dénoncé par le gouvernement de l'État comme un sinarchiste bien participation à l'UNS et en veillant à ne pas s'impliquer dans des groupes extrémistes. Aragon a été ciblé de cette manière en raison du large soutien dont bénéficiait son mouvement et de la possibilité qu'il devienne un foyer de résistance accrue.

## Idéologie
L'idéologie de l'UNS dérive du courant de pensée sociale catholique des années 1920 et 1930, basé sur l'encyclique papale Rerum novarum du pape Léon XIII, qui a également influencé les régimes d'Engelbert Dollfuss en Autriche, d'António Salazar au Portugal et de Francisco Franco en Espagne. Tirant son élan de la même droite politique que le mouvement Cristiada, le groupe cherchait à mobiliser la paysannerie contre les « tendances athées et communistes ». Il a mis l'accent sur la coopération sociale par opposition a la lutte des classes du socialisme, ainsi que la hiérarchie et le respect de l'autorité par opposition au libéralisme. Dans le contexte de la politique mexicaine, cela signifiait une opposition aux politiques centralisatrice, semi-socialiste et anticléricale du régime des PRI. En conséquence, les membres de l'UNS ont été dénoncés comme fascistes et persécutés par le gouvernement Cárdenas et le groupe n'a eu que peu d'impact réel sur la politique mexicaine.
La question du sinarchisme est devenue un problème pour les analystes du renseignement américain pendant la Seconde Guerre mondiale. Dans un rapport américain déclassifié daté du 22 avril 1942, Raleigh A. Gibson, premier secrétaire de l'ambassade américaine à Mexico, a envoyé au secrétaire d'État américain la traduction anglaise d'un éditorial du journal El Popular (journal de la Confédération des travailleurs mexicains) publié le 21 avril 1942. Il se lit en partie comme suit : « Les sinarquistas français se sont lancés dans une lutte acharnée contre la démocratie française et européenne ; ceux du Mexique organisés pour lutter contre la démocratie mexicaine et continentale ont été adoptés par Abetz, ambassadeur de Hitler en France ; les sinarquistas mexicains ont été recrutés et ont été nommés, ont été éduqués et dirigés par des agents nazis au Mexique et par des directeurs de Falange qui travaillent illégalement parmi nous. Et ceci est si évident, si décisif, que vous n'avez plus besoin de preuves concrètes du lien organique qui les unit. Le sinarquisme n’est pas un produit mexicain unique et exclusif, comme le soutiennent faussement ses dirigeants, qui porte le même nom, mais qui porte le même nom, existe dans d’autres parties du monde et constitue un mouvement international formé par ceux qui sont placés sous les ordres suprêmes de Hitler. »
L'auteur mexicain Mario Gill affirme que le mouvement sinarchiste au Mexique a été essentiellement repris par des éléments catholiques de droite aux États-Unis, dirigés par le cardinal Francis Spellman et l'évêque Fulton Sheen. El Popular s'est fait l'écho de cette évaluation : dans son numéro du 14 décembre 1943, il écrivait :
« Il ne fait aucun doute que la récente visite au Mexique de Mgr Sheen, le "leader noir" pro-fasciste du cléricalisme nord-américain, a contribué à obtenir la conversion des sinarchistes mexicains en une nouvelle politique adaptée aux exigences de la situation du nouveau monde. »

## Déclin et renaissance
L'UNS avait fermement du pouvoir pendant la Seconde Guerre mondiale et sa propagande a augmenté dans cette direction à la suite de la montée du sentiment anti-américain engendré au Mexique par le meurtre de Sleepy Lagoon. Les projets du gouvernement visant à apprivoiser le système des Nations unies, notamment la cession des terres de Baja California aux partisans d'Abascal, n'ont pas été couronnés de succès et le gouvernement a rapidement estimé qu'il fallait contrôler le groupe. Le président Manuel Ávila Camacho a interdit la tenue de réunions publiques de l'UNS en juin 1944 à une époque où le factionalisme divisait le mouvement. Certains membres radicaux sont devenus voyous, dont l'un, De La Lama y Rojas, qui, le 14 avril 1944, a tiré sur Camacho et a déploré la survie du président avec les mots « Je n'ai malheureusement pas pu mener à bien ma mission ». De La Lama y Rojas a été tué par balle alors qu'il était en garde à vue peu de temps après l'attaque manquée. Le mouvement s'est scindé en deux en 1945 lorsque Carlos Athie a remplacé Torres Bueno en tant que chef. Le dirigeant déchu a créé son propre groupe et les deux factions ont revendiqué le nom UNS. Mais surtout, le groupe a été dépassé par la politique du gouvernement Camacho, qui a maintenu une politique de soutien ouvert au catholicisme tout en promulguant une législation visant à améliorer le sort de la classe ouvrière, occupant ainsi un espace politique normalement associé aux critiques de la société 
de droite et gauche respectivement.
En 1946, la faction de Torres Bueno s'est regroupée sous le nom de Parti de la force populaire (Partido Fuerza Popular). Ce parti a été interdit en 1949 avec le Parti communiste mexicain dans le cadre d'une politique plus vaste contre « l'extrémisme ». En 1951, cependant, lorsqu'il apparut clairement que le Parti de l'action nationale (PAN), plus modéré, était devenu le principal parti de l'opposition au gouvernement PRI, le dirigeant synarchiste Juan Ignacio Padilla avait converti le mouvement en un parti non-parti promouvant le social conservateur catholique. doctrine, promue par les coopératives, les caisses populaires et les syndicats catholiques. Néanmoins, le PAN cherchait activement à coopérer avec les Sinarquistas dans le cadre de ses tentatives pour former un mouvement de masse, et le mouvement sinarchiste était actif au nom du parti pendant les campagnes électorales de 1958. Le groupe a également établi des liens avec l'Opus Dei, qui a partiellement financé les synarchistes à la fin des années 1960 en détournant des fonds vers le journal sinarchiste Hoja de Combate.